# Thomas Guldborg Christensen
Thomas Guldborg Christensen, född 20 januari 1984 i Bagsværd, är en dansk fotbollsspelare som sedan 2015 spelar för isländska Valur, dit han kom från Hammarby IF.